# Fossili dell'evoluzione dell'uomo
La lista dei fossili dell'evoluzione dell'uomo comprende un elenco di alcuni dei più importanti ritrovamenti di fossili di ominidi relativi all'evoluzione umana, successivi alla separazione della linea che ha portato agli scimpanzé e classificati nella sottotribù Hominina.
Non tutti quelli elencati possono essere considerati come appartenenti a diretti antenati dell'Homo sapiens ma, facendo parte di quello che i paleoantropologi chiamano cespuglio evolutivo umano, sono comunque importanti nello studio dell'evoluzione della nostra specie. Una lista di questo tipo è sempre necessariamente incompleta e soggetta a continui aggiornamenti.
Nella lista seguente i fossili sono divisi in base all'epoca geologica a cui sono assegnati e disposti in ordine cronologico crescente in base all'età attribuita, ottenuta mediante datazione diretta, come la datazione al radiocarbonio, o indiretta come lo studio stratigrafico del luogo dove sono stati rinvenuti, o faunistico. Quando esistente viene riportato il codice con cui vengono inequivocabilmente identificati e tra parentesi il soprannome con cui il fossile è conosciuto. Ad esempio "AL 288-1" è conosciuto comunemente come Lucy; AL sta per Afar Locality (Località Afar) e 288-1 è il numero di inventario; spesso il codice è composto dal numero di inventario e da una sigla che identifica, in maniera abbreviata, il luogo di ritrovamento o altro.

## Abbreviazioni
Di seguito sono riportati i significati delle principali sigle abbreviative delle località di ritrovamento. Nella lista i fossili sono associati alla specie alla quale sono normalmente attribuiti; quando questa attribuzione è dibattuta o non univoca, vengono riportate anche le designazioni alternative. I fossili evidenziati in verde sono gli olotipi della specie.
- AL - Afar Locality (Regione degli Afar, Etiopia)
- ARA-VP - Aramis, Vertebrate Paleontology (Paleontologia dei Vertebrati, sito Aramis, Valle dell'Awash, Etiopia)
- AT - Atapuerca, Sima de los Huesos (sito sulla Sierra de Atapuerca, Spagna)
- ATD - Atapuerca, Trinchera Gran Dolina (Trincea della Gran Dolina, Sierra de Atapuerca, Spagna)
- ATE - Atapuerca, Trinchera Sima del Elefante (Trincea di Sima del Elefante, Sierra de Atapuerca, Spagna)
- BAR - Baringo (Lago Baringo, Kenya)
- BOU-VP - Bouri, Vertebrate Paleontology (Paleontologia dei Vertebrati, sito Bouri, Valle dell'Awash, Etiopia)
- D - Dmanisi (Sito in Georgia)
- DNH - Drimolen Hominid (Ominidi di Drimolen, sito Sudafricano)
- IVPP - Institute of Vertebrate Paleonthology and Paleoanthropology (Istituto di Paleontologia dei Vertebrati e Paleoantropologia, Cina)
- KGA - Konso-Gardula (Sito in Etiopia)
- KNM - Kenya National Museum (Musei Nazionali del Kenya, dove sono conservati i reperti, seguito dalla località)
  - KNM-ER - East Rudolf (Est del Lago Rodolfo, oggi Lago Turkana, Kenya)
  - KNM-KP - Kanapoi (sito a sudovest del Lago Turkana, Kenya)
  - KNM-LT - Lothagam (sito a sudovest del Lago Turkana, 55 km da Kanapoi, Kenya)
  - KNM-TH - Tugen Hills (sito centro-orientale del Kenya)
  - KNM-WT - West Turkana (Ovest del Lago Turkana, Kenya)
- LB - Liang Bua (Caverna dell'Isola di Flores, Indonesia)
- LD - Ledi-Geraru Research Project (Progetto di ricerca Ledi-Geraru, località nella Valle dell'Awash, Etiopia)
- LH - Laetoli Hominid (Ominidi di Laetoli, Tanzania)
- Lo - Lothagam (sito a sudovest del Lago Turkana, 55 km da Kanapoi, Kenya)
- MH - Malapa Hominid (Ominidi di Malapa, grotta Sudafricana)
- OH - Olduvai Hominid (Ominidi di Olduvai, Tanzania)
- SK - Swartkrans (Sito in Sudafrica)
- Sts, Stw - Sterkfontein (Sito in Sudafrica)
- TM - Transvaal Museum (Conserva i reperti, Sudafrica)
- TM - Toros-Menalla (Sito in Ciad)

## Elenco dei fossili

### Miocene
Miocene, piano Messiniano (7,246 – 5,332 Ma)
| Immagine | Nome                         | Età del reperto | Specie                    | Data della scoperta | Luogo del ritrovamento    | Scopritore/i                                                              | Note  |
| -------- | ---------------------------- | --------------- | ------------------------- | ------------------- | ------------------------- | ------------------------------------------------------------------------- | ----- |
|          | TM 266 1 (Toumai)            | 7,2 - 6,8 Ma    | Sahelanthropus tchadensis | 2001                | Toros-Menalla, Ciad       | Ahounta Djimdoumalbaye, del team di ricercatori condotto da Michel Brunet | [ 3 ] |
|          | El Graeco                    | 7,175           | Graecopithecus freybergi  | 1944                | Pyrgos, Atene, Grecia     | Soldati tedeschi                                                          | [ 4 ] |
|          | BAR 1002'00 (Millennium man) | 6,0 Ma          | Orrorin tugenensis        | 2001                | Tugen Hills, Kenya        | Team di ricercatori condotto da Brigitte Senut e Martin Pickford          | [ 5 ] |
|          | ALA-VP-2/10                  | 5,8-5,2 Ma      | Ardipithecus kadabba      | 1997-2000           | Valle dell'Awash, Etiopia | Yohannes Haile-Selassie                                                   | [ 6 ] |

### Pliocene
Pliocene (5,332 – 2,588 Ma)
| Immagine                                                                          | Nome                                | Età del reperto | Specie                                                | Data della scoperta | Luogo del ritrovamento       | Scopritore/i                                                                       | Note          |
| --------------------------------------------------------------------------------- | ----------------------------------- | --------------- | ----------------------------------------------------- | ------------------- | ---------------------------- | ---------------------------------------------------------------------------------- | ------------- |
|                                                                                   | KNM-LT 329 (Mandibola di Lothagam)  | 5,0 - 4,2 Ma    | Australopithecus anamensis                            | 1967                | Lago Turkana, Kenya          | Arnold Lewis Bryan Patterson                                                       | [ 7 ]         |
| Foto su Archive.li (JPG).                                                         | KNM-TH 13150 (Mandibola di Tabarin) | 4,4 Ma          | Ardipithecus ramidus ? Orrorin ?                      | 1984                | Tabarin, Lago Baringo, Kenya | Kiptalam Cheboi                                                                    | [ 8 ]         |
|                                                                                   | ARA-VP-6/500 (Ardi)                 | 4,4 Ma          | Ardipithecus ramidus                                  | 1992                | Valle dell'Awash, Etiopia    | Yohannes Haile-Selassie, membro della squadra di ricercatori condotta da Tim White | [ 9 ]         |
|                                                                                   | KNM-KP 29281                        | 4,1 Ma          | Australopithecus anamensis                            | 10-9-1994           | Kanapoi, Kenya               | Peter Nzube                                                                        | [ 10 ]        |
|                                                                                   | KNM-KP 271                          | 4,0 Ma          | Australopithecus anamensis                            | 1965                | Kanapoi, Kenya               | Bryan Patterson                                                                    | [ 11 ]        |
|                                                                                   | Impronte fossili di Laetoli         | 3,66 Ma         | Australopithecus afarensis                            | 1976                | Laetoli, Tanzania            | Andrew Hill membro della squadra di ricercatori condotta da Mary Leakey            | [ 12 ]        |
|                                                                                   | LH 4                                | 3,8 - 3,6 Ma    | Australopithecus afarensis                            | 1974                | Laetoli, Tanzania            | Maundu Muluila (Mary Leakey)                                                       | [ 13 ]        |
|                                                                                   | KNM-WT 40000                        | 3,5 Ma          | Kenyanthropus platyops ? Australopithecus afarensis ? | 1999                | Lomekwi, Kenya               | Justus Erus, membro della squadra di ricercatori condotta da Meave Leakey          | [ 14 ]        |
|                                                                                   | Stw 573 (Little foot)               | 3,67 Ma         | Australopithecus sp.                                  | 1994                | Sterkfontein, Sudafrica      | Ronald J. Clarke                                                                   | [ 15 ]        |
|                                                                                   | AL 129-1 (Johanson's Knee)          | 3,4 Ma          | Australopithecus afarensis                            | 30-10-1973          | Hadar, Etiopia               | Donald Johanson                                                                    | [ 16 ]        |
|                                                                                   | DIK-1/1 (Selam)                     | 3,3 Ma          | Australopithecus afarensis                            | 2000                | Dikika, Etiopia              | Zeresenay Alemseged e Tilahun Gebreselassie                                        | [ 17 ]        |
|                                                                                   | AL 200-1                            | 3,2 - 3,0 Ma    | Australopithecus afarensis                            | 1974                | Hadar, Etiopia               | Donald Johanson                                                                    | [ 18 ]        |
|                                                                                   | KT-12/H1 (Abel)                     | 3,4 - 3,0 Ma    | Australopithecus bahrelghazali                        | 1995                | Koro Toro, Ciad              | Michel Brunet                                                                      | [ 19 ]        |
|                                                                                   | AL 288-1 (Lucy)                     | 3,2 Ma          | Australopithecus afarensis                            | 30-11-1974          | Hadar, Etiopia               | Donald Johanson                                                                    | [ 20 ]        |
|                                                                                   | AL 444-2                            | 3,0 Ma          | Australopithecus afarensis                            | 1991                | Hadar, Etiopia               | Yoel Rak                                                                           | [ 21 ]        |
|                                                                                   | Taung 1 (Taung Child)               | 3,0 - 2,5 Ma    | Australopithecus africanus                            | 1924                | Taung, Sudafrica             | Raymond Dart                                                                       | [ 22 ]        |
| Foto su cdn.sci-news.com (JPG) (archiviato dall'url originale il 7 gennaio 2018). | LD 350-1                            | 2,8 - 2,75 Ma   | Homo habilis ? Homo rudolfensis ?                     | 2013                | Ledi-Geraru, Etiopia         | Chalachew Seyoum                                                                   | [ 23 ]        |
|                                                                                   | STS 71                              | 2,8 - 2,5 Ma    | Australopithecus africanus                            | 13-11-1947          | Sterkfontein, Sudafrica      | Robert Broom John T. Robinson                                                      | [ 24 ] [ 25 ] |
| Foto su eFossils.org.                                                             | STS 52                              | 2.8 - 2.3 Ma    | Australopithecus africanus                            | 1949                | Sterkfontein, Sudafrica      | John T. Robinson                                                                   | [ 26 ]        |

### Pleistocene inferiore
Pleistocene inferiore (2,588 Ma - 781 ka)
| Immagine                       | Nome                                          | Età del reperto | Specie                                 | Data della scoperta | Luogo del ritrovamento    | Scopritore/i                                                                              | Note          |
| ------------------------------ | --------------------------------------------- | --------------- | -------------------------------------- | ------------------- | ------------------------- | ----------------------------------------------------------------------------------------- | ------------- |
|                                | STS 5 (Mrs. Ples)                             | 2,5 Ma          | Australopithecus africanus             | 18-4-1947           | Sterkfontein, Sudafrica   | Robert Broom, John T. Robinson                                                            | [ 27 ]        |
| Foto su antropogenez.ru (JPG). | Omo 18-1967-18                                | 2,5 Ma          | Paranthropus aethiopicus               | 1967                | Valle dell'Omo, Etiopia   | Camille Arambourg Yves Coppens                                                            | [ 28 ]        |
|                                | KNM WT 17000 (The Black Skull)                | 2,5 Ma          | Paranthropus aethiopicus               | 29-8-1985           | Turkana, Kenya            | Alan Walker                                                                               | [ 29 ]        |
|                                | TM 1517                                       | 2,0 Ma          | Paranthropus robustus                  | 8-6-1938            | Kromdraai, Sudafrica      | Gert Terblanche                                                                           | [ 30 ]        |
|                                | SK 48                                         | 2,0 -1,5 Ma     | Paranthropus robustus                  | 1948                | Swartkrans, Sudafrica     | Fourie (Robert Broom)                                                                     | [ 31 ]        |
|                                | STW 53                                        | 2,0 - 1,5 Ma    | Homo gautengensis (?) Homo habilis (?) | 1976                | Sterkfontein, Sudafrica   | A. R. Hughes                                                                              | [ 32 ] [ 33 ] |
|                                | DNH 7 (Eurydice)                              | 2,0 - 1,5 Ma    | Paranthropus robustus                  | 1994                | Drimolen, Sudafrica       | André Keyser                                                                              | [ 34 ]        |
|                                | MH1 (Karabo)                                  | 1,95-1,78 Ma    | Australopithecus sediba                | 15-8-2008           | Malapa, Sudafrica         | Lee R. Berger                                                                             | [ 35 ]        |
|                                | MH2                                           | 1,95-1,78 Ma    | Australopithecus sediba                | 4-9-2008            | Malapa, Sudafrica         | Lee R. Berger                                                                             | [ 36 ]        |
|                                | KNM-ER 1470                                   | 1,9 Ma          | Homo rudolfensis                       | 8-1972              | Koobi Fora, Kenya         | Bernard Ngeneo                                                                            | [ 37 ]        |
|                                | KNM-ER 1813                                   | 1,9 Ma          | Homo habilis                           | 1973                | Koobi Fora, Kenya         | Kamoya Kimeu                                                                              | [ 38 ]        |
|                                | OH 5 (Zinj o Nutcracker Man)                  | 1,8 Ma          | Paranthropus boisei                    | 17- 7-1959          | Gola di Olduvai, Tanzania | Mary Leakey                                                                               | .             |
|                                | OH 24 (Twiggy)                                | 1,8 Ma          | Homo habilis                           | 10-1968             | Gola di Olduvai, Tanzania | Peter Nzube                                                                               | [ 40 ]        |
|                                | D2700                                         | 1,8 Ma          | Homo georgicus (Homo erectus s.l. ?)   | 2001                | Dmanisi, Georgia          | David Lordkipanidze                                                                       |               |
|                                | SK 847                                        | 1,8 - 1,5 Ma    | Homo habilis (o Homo ergaster)         | 23-7-1949           | Swartkrans, Sudafrica     | Ronald J. Clarke                                                                          | [ 41 ] [ 42 ] |
|                                | SK 46                                         | 1,8 - 1,5 Ma    | Paranthropus robustus                  | 1936                | Swartkrans, Sudafrica     | Assistente di Robert Broom                                                                | [ 43 ]        |
|                                | KNM-WT 17400                                  | 1,77 Ma         | Paranthropus boisei                    |                     | Lago Turkana, Kenya       | (Pubblicato da Richard Leakey)                                                            |               |
|                                | OH 7 (Jonny's Child)                          | 1,75 Ma         | Homo habilis                           | 4-11-1960           | Gola di Olduvai, Tanzania | Jonathan Leakey                                                                           | [ 44 ]        |
|                                | OH 8                                          | 1,75 Ma         | Homo habilis                           | 1960                | Gola di Olduvai, Tanzania | Assistente di Louis Leakey                                                                | [ 45 ]        |
|                                | KNM-ER 3733                                   | 1,75 Ma         | Homo ergaster                          | 1975                | Koobi Fora, Kenya         | Bernard Ngeneo                                                                            | [ 46 ]        |
|                                | KNM-ER 406                                    | 1,70 Ma         | Paranthropus boisei                    | 1969                | Koobi Fora, Kenya         | Richard Leakey                                                                            | [ 47 ]        |
|                                | KNM-ER 732                                    | 1,70 Ma         | Paranthropus boisei                    | 1970                | Koobi Fora, Kenya         | Richard Leakey                                                                            | [ 48 ]        |
|                                | KNM-ER 1805                                   | 1,70 Ma         | Homo habilis                           | 1973                | Koobi Fora, Kenya         | Paul Abell                                                                                |               |
|                                | KNM-ER 23000                                  | 1,70 Ma         | Paranthropus boisei                    | 1990                | Koobi Fora, Kenya         | Benson Kyongo                                                                             |               |
| Foto su eFossils.org.          | OH 13 (Cenerentola)                           | 1,60 Ma         | Homo habilis                           | 1963                | Gola di Olduvai, Tanzania | N. Mbuika (Louis e Mary Leakey)                                                           | [ 49 ]        |
|                                | NMT-W64-160 (Peninj 1)                        | 1,50 Ma         | Paranthropus boisei                    | 11-1-1964           | Peninj, Tanzania          | Richard Leakey Glynn Isaac                                                                | [ 50 ]        |
|                                | KNM-ER 992                                    | 1,50 Ma         | Homo ergaster                          | 1971                | Turkana, Kenya            | Richard Leakey, G. Isaac                                                                  | [ 51 ]        |
|                                | KNM-ER 3883                                   | 1,50 Ma         | Homo ergaster                          | 1976                | Koobi Fora, Kenya         | Richard Leakey M. Muluila                                                                 | [ 52 ]        |
|                                | KNM-WT 15000 (Ragazzo di Turkana)             | 1,50 Ma         | Homo ergaster                          | 8-1984              | Turkana, Kenya            | Kamoya Kimeu                                                                              | [ 53 ]        |
|                                | KGA 10-525                                    | 1,40 Ma         | Paranthropus boisei                    | 1993                | Konso, Etiopia            | A. Amzaye                                                                                 | [ 54 ]        |
|                                | OH 9 (Chellean Man)                           | 1,2 - 1,1 Ma    | Homo erectus                           | 2-12-1960           | Gola di Olduvai, Tanzania | Louis Leakey                                                                              | [ 55 ]        |
|                                | Sangiran 2 (Pithecanthropus II)               | 1,0 Ma          | Homo erectus                           | 1937                | Sangiran, Indonesia       | Gustav H. R. von Koenigswald                                                              | .             |
|                                | Sangiran 4 (Pithecanthropus IV)               | 1,0 Ma          | Homo erectus                           | 1939                | Sangiran, Indonesia       | Gustav H. R. von Koenigswald                                                              | [ 57 ]        |
|                                | Uomo di Giava (Trinil 1, Trinil 2 e Trinil 3) | 1,0 - 0,7 Ma    | Homo erectus                           | 10-1891             | Trinil, Indonesia         | Eugène Dubois                                                                             | [ 58 ]        |
|                                | ATD6-15 e ATD6-69 Niño de Gran Dolina.        | 900 ka          | Homo antecessor                        | 1994                | Atapuerca, Spagna         | Aurora Martín Nájera                                                                      | [ 59 ]        |
|                                | Uomo di Pechino                               | 800 - 400 ka    | Homo erectus pekinensis                | 1921 - 1966         | Zhoukoudian, Cina         | O. Zdansky (1921) B. Bohlin (1928-1929) W. Pei (1930-1937) (Pubblicato da Davidson Black) | [ 60 ]        |
|                                | Sangiran 17                                   | 800 ka          | Homo erectus                           | 13-09-1969          | Sangiran, Indonesia       | Towikromo                                                                                 | [ 61 ]        |

### Pleistocene medio
Pleistocene medio (781–126 ka)
| Immagine                 | Nome                                                    | Età del reperto | Specie                                                               | Data della scoperta | Luogo del ritrovamento                | Scopritore/i                                        | Note   |
| ------------------------ | ------------------------------------------------------- | --------------- | -------------------------------------------------------------------- | ------------------- | ------------------------------------- | --------------------------------------------------- | ------ |
| Ternifine 1              | Ternifine 1 Ternifine 2 Ternifine 3                     | 700 ka          | Homo erectus                                                         | 1954                | Ternifine, Algeria                    | Camille Arambourg                                   | [ 62 ] |
|                          | Bodo 1                                                  | 600 ka          | Homo heidelbergensis ?? o Homo erectus ?? o Homo bodoensis??         | 1976                | Bodo D'ar, Etiopia                    | A. Asfaw P. Whitehead C. Wood                       | [ 63 ] |
|                          | Mauer 1                                                 | 600 ka          | Homo heidelbergensis                                                 | 21-10-1907          | Mauer, Germania                       | Daniel Hartmann                                     | [ 64 ] |
|                          | Heidel                                                  | 583 ka          | Homo Heidelbergensis                                                 | 2014                | Isernia La Pineta, Italia             |                                                     | [ 65 ] |
|                          | Uomo di Ceprano (Argil)                                 | 500 - 400 ka    | Homo heidelbergensis                                                 | 13-3-1994           | Ceprano, Italia                       | Italo Biddittu                                      | [ 66 ] |
|                          | Saldanha 1 (Uomo di Saldanha)                           | 500 - 200 ka    | Homo heidelbergensis                                                 | 1953                | Elandsfontein, Sudafrica              | Keith Jolly                                         | [ 67 ] |
|                          | Cranio del Gawis                                        | 500 - 200 ka    | Homo erectus ? Homo sapiens ?                                        | 2006                | Gawis, Etiopia                        | Asahmed Humet                                       | [ 68 ] |
|                          | Arago 21                                                | 450 ka          | Homo heidelbergensis ? Homo erectus autavelensis ? Uomo di Tautavel? | 1971                | Grotta dell'Arago, Francia            | Henry de Lumley Marie Antoinette de Lumley          | [ 69 ] |
| immagine su humanorigins | IVPP PA 830                                             | 412±25 ka       | Homo erectus                                                         | 1980                | Grotta di Longtan, Cina               | Huang Wanpo e al.                                   | [ 70 ] |
|                          | AT 700 o Cranio 5 o Miguelón                            | 400 ka          | Homo heidelbergensis                                                 | 1992                | Sima de los Huesos, Atapuerca, Spagna | J. M. Bermúdez J. L. Arsuaga E. Carbonell           | .      |
|                          | Steinheim 1 o Cranio di Steinheim o Homo steinheimensis | 350 ka          | Homo heidelbergensis                                                 | 1933                | Steinheim an der Murr, Germania       | Karl Sigrist                                        | [ 72 ] |
|                          | Ndutu                                                   | 350 ka          | Homo heidelbergensis                                                 | 1973                | lago Ndutu, Tanzania                  | Gruppo di ricerca di I. M. Mendizábal               | [ 73 ] |
|                          | Petralona 1                                             | 350 - 150 ka    | Homo heidelbergensis ? Homo erectus ? Homo neanderthalensis ?        | 1960                | Grotta di Petralona, Grecia           | Christos Sariannidis                                | [ 74 ] |
|                          | Jebel Irhoud 1                                          | 300 ka          | Homo sapiens                                                         | 1961                | Jebel Irhoud, Marocco                 | Cavatore locale                                     | [ 75 ] |
|                          | Cranio di Dali                                          | 260 - 200 ka    | Homo erectus ? Homo sapiens ?                                        | 1978                | Jiefang, Contea di Dali, Cina         | Shuntang Liu                                        | [ 76 ] |
|                          | Kabwe 1 o Broken Hill 1 o Rhodesian Man                 | 300 - 125 ka    | Homo heidelbergensis                                                 | 1921                | Kabwe, Zambia                         | Tom Zwiglaar                                        | [ 77 ] |
|                          | Cranio di Salé                                          | 250 - 200 ka    | Homo erectus ? Homo sapiens ?                                        | 1971                | Salé, Marocco                         | Cavatori locali                                     | [ 78 ] |
|                          | Ngandong 7                                              | 250 - 70 ka     | Homo erectus                                                         | 1932                | Ngandong, Giava, Indonesia            | C. ter Haar e Gustav Heinrich Ralph von Koenigswald | [ 79 ] |
|                          | Omo 1                                                   | 195 ka          | Homo sapiens                                                         | 1967                | Omo Kibish, Etiopia                   | Gruppo di ricerca di Richard Leakey                 | [ 80 ] |
|                          | Omo 2                                                   | 190 ka          | Homo sapiens                                                         | 1967                | Omo Kibish, Etiopia                   | Gruppo di ricerca di Richard Leakey                 | .      |
|                          | Uomo di Altamura                                        | 175 - 125 ka    | Homo neanderthalensis                                                | 1993                | Grotta di Lamalunga, Altamura, Italia | CARS - Centro Altamurano Ricerche Speleologiche     | [ 82 ] |
|                          | BOU-VP-16/1                                             | 160 ka          | Homo sapiens                                                         | 1997                | Bouri, Etiopia                        | Tim White                                           | [ 83 ] |
|                          | Mandibola di Xiahe                                      | 160 ka          | Homo di Denisova                                                     | 1980                | grotta di Baishiya, Cina              | monaco Buddista                                     | [ 84 ] |
|                          | Cranio di Harbin o (Uomo Drago, Dragon man)             | 146 ka          | Homo di Denisova                                                     | 1933                | Harbin, Cina                          | Operaio                                             | [ 85 ] |
|                          | Krapina C Krapina 3                                     | 130 ka          | Homo neanderthalensis                                                | 1899                | Krapina, Croazia                      | Dragutin Gorjanović-Kramberger                      | [ 86 ] |
|                          | Saccopastore 1 (Uomo di Saccopastore)                   | 130 - 100 ka    | Homo neanderthalensis                                                | 1929                | Sacco Pastore, Italia                 | Mario Grazioli                                      | [ 87 ] |

### Pleistocene superiore
Pleistocene superiore (126 – 11,7 ka)
| Immagine | Nome                                         | Età del reperto | Specie                                 | Data della scoperta | Luogo del ritrovamento                              | Scopritore/i                                                                                  | Note    |
| -------- | -------------------------------------------- | --------------- | -------------------------------------- | ------------------- | --------------------------------------------------- | --------------------------------------------------------------------------------------------- | ------- |
|          | Tabun 1                                      | 122 - 50 ka     | Homo neanderthalensis                  | 1929-1934           | Grotta di Tabun, Monte Carmelo, Israele             | Yusra Gruppo di ricerca di D. A. E. Garrod                                                    | [ 88 ]  |
|          | LH 18 o Cranio di Ngaloba                    | 120 ka          | Homo sapiens                           | 1976                | Laetoli, Tanzania                                   | Gruppo di ricerca di Mary Leakey                                                              | [ 89 ]  |
|          | Qafzeh 6                                     | 120 - 90 ka     | Homo sapiens                           | 1933                | Grotta di Qafzeh, Israele                           | R. Neuville                                                                                   | [ 90 ]  |
|          | Skhūl V                                      | 120 - 80 ka     | Homo sapiens                           | 1932                | Grotta di Skhul, Monte Carmelo, Israele             | T. McCown H. L. Moivus                                                                        | [ 91 ]  |
|          | Skhūl IX                                     | 120 - 80 ka     | Homo sapiens ?                         | 1932                | Es Skhul, Monte Carmelo, Israele                    | T. McCown H. L. Moivus                                                                        |         |
|          | Qafzeh 9                                     | 100 - 90 ka     | Homo sapiens                           | 1967                | Grotta di Qafzeh, Israele                           | T. McCown H. L. Moivus                                                                        | [ 92 ]  |
|          | LB-1 Lo Hobbit o Flo o Little Lady of Flores | 80 ka           | Homo floresiensis                      | 2003                | Liang Bua Isola di Flores, Indonesia                | Wahyu Saptomo, Benjamin Tarus, Thomas Sutikna, Rokus Due Awe, Michael Morwood e Raden Soejono | [ 93 ]  |
|          | La Ferrassie 1                               | 70 - 50 ka      | Homo neanderthalensis                  | 1909                | La Ferrassie, Francia                               | Louis Capitan Denis Peyrony                                                                   | [ 94 ]  |
|          | Gibraltar 1                                  | 70 - 45 ka      | Homo neanderthalensis                  | 1848                | Rocca di Gibilterra, Regno Unito                    | Lieutenant Flint                                                                              | [ 95 ]  |
|          | La Quina H5                                  | 65 ka           | Homo neanderthalensis                  | 1911                | La Quina, Francia                                   | Henry Martin                                                                                  | [ 96 ]  |
|          | La Quina H18                                 | 65 ka           | Homo neanderthalensis                  | 1915                | La Quina, Francia                                   | Henry Martin                                                                                  | [ 97 ]  |
|          | Amud 7                                       | 61 ka           | Homo neanderthalensis                  | 1992                | Israele                                             | Grotta di Amud, Israele                                                                       | [ 98 ]  |
|          | Guattari 1 Circeo 1                          | 60 - 40 ka      | Homo neanderthalensis                  | 1939                | Grotta Guattari, Monte Circeo, Italia               | Alessandro Guattari                                                                           | [ 99 ]  |
|          | Ngandong 6 Solo V                            | 53 - 27 ka      | Homo erectus                           | 1932                | Ngandong, Indonesia                                 | C. ter Haar e Gustav H. R. von Koenigswald                                                    | [ 100 ] |
|          | La Chapelle-aux-Saints 1                     | 50 ka           | Homo neanderthalensis                  | 3-8-1908            | Bouffia Bonneval, La Chapelle-aux-Saints, Francia   | Amadee Bouyssonie Jean Bouyssonie Josef Bonneval                                              | [ 101 ] |
|          | Neanderthal 1                                | 50 - 40 ka      | Homo neanderthalensis                  | 1856                | Grotta Kleine Feldhofer, Valle di Neander, Germania | Minatore                                                                                      | [ 102 ] |
|          | Le Moustier 1                                | 50 - 40 ka      | Homo neanderthalensis                  | 1909                | Le Moustier, Francia                                | Otto Hauser                                                                                   | [ 103 ] |
|          | Shanidar 1                                   | 45 - 35 ka      | Homo neanderthalensis                  | 1961                | Shanidar, Iraq                                      | Ralph Solecki                                                                                 | [ 104 ] |
|          | Donna di Zlatý kůň                           | 43 ka           | Homo sapiens                           | 1950                | Zlatý kůň, Repubblica Ceca                          |                                                                                               | [ 105 ] |
|          | Oase 2                                       | 41,5 - 39,5 ka  | Homo sapiens ? Homo neanderthalensis ? | 2002                | Peștera cu Oase, Romania                            | Stefan Milota, Ricardo Rodrigo, Oana Moldovan e João Zilhão                                   | [ 106 ] |
|          | Amud 1                                       | 41 ka           | Homo neanderthalensis                  | 1961                | Grotta di Amud, Israele                             | Hisashi Suzuki                                                                                | [ 107 ] |
|          | LM3 (Mungo Man)                              | 40 ka           | Homo sapiens                           | 26-2-1974           | Lago Mungo, Australia                               | Jim Bowler                                                                                    | [ 108 ] |
|          | Hofmeyr 1 (Teschio di Hofmeyr)               | 40 - 33 ka      | Homo sapiens                           | 1952                | Hofmeyr, Sudafrica                                  | Frederick E. Grine                                                                            | [ 109 ] |
|          | Kostënki-14                                  | 38.700-36.200   | Homo sapiens                           | 1954                | Kostënki–Borščëvo, Russia                           | Aleksandr Nikolaevič Rogačëv                                                                  | [ 110 ] |
|          | Cro-Magnon 1                                 | 32 - 30 ka      | Homo sapiens                           | 1868                | Abri Cro-Magnon, Francia                            | Louis Lartet                                                                                  | [ 111 ] |
|          | Predmost 3                                   | 26 ka           | Homo sapiens                           | 1894                | Predmosti, Cecoslovacchia                           | K. J. Maska                                                                                   | [ 112 ] |
|          | Minatogawa 1 o Uomo di Minatogawa            | 18,2 - 16,6 ka  | Homo sapiens                           | 1970                | Minatogawa, Naha, Giappone                          | Seiho Oyama                                                                                   | [ 113 ] |
|          | Uomo di Chancelade                           | 17 - 12,6 ka    | Homo sapiens                           | 1888                | Grotta di Raymonden, Chancelade, Francia            |                                                                                               | [ 114 ] |
|          | Cranio di Iho Eleru                          | 16.3-11.7 ka    | Homo sapiens                           | 1965                | Iho Eleru, Ondo, Nigeria                            | Thurstan Shaw                                                                                 | [ 115 ] |
|          | Villabruna 1 o Cacciatore della Val Rosna    | 14 ka           | Homo sapiens                           | 1987                | Ripari Villabruna, Veneto, Italia                   | Aldo Villabruna                                                                               | [ 116 ] |
|          | Cranio di Talgai                             | 13,5 ka         | Homo sapiens                           | 1884                | Talgai, Queensland, Australia                       | William Naish                                                                                 | [ 117 ] |

### Olocene
Olocene (da 11700 anni)
| Immagine | Nome                             | Età del reperto  | Specie       | Data della scoperta | Luogo del ritrovamento                               | Scopritore/i                      | Note    |
| -------- | -------------------------------- | ---------------- | ------------ | ------------------- | ---------------------------------------------------- | --------------------------------- | ------- |
|          | Lapa Vermelha IV Hominid o Luzia | 11 500 anni      | Homo sapiens | 1976                | Lapa Vermelha, Belo Horizonte, Brasile               | Annette Laming-Emperaire          | [ 118 ] |
|          | Donna di La Brea                 | 10 250 anni      | Homo sapiens | 1914                | La Brea Tar Pits, Los Angeles, Stati Uniti d'America | A. L. Kroeber                     | [ 119 ] |
|          | Kow Swamp 1                      | 10 000 anni      | Homo sapiens | 1968                | Kow Swamp, Victoria, Australia                       | A. Alan Thorne e Phillip Macumber | [ 120 ] |
|          | Uomo di Combe-Capelle            | 9 600 anni       | Homo sapiens | 1909                | Couze-et-Saint-Front, Francia                        | Otto Hauser                       | [ 121 ] |
|          | GC1 Uomo di Cheddar              | 9.230-8.930 anni | Homo sapiens | 1903                | Caverna di Gough, Regno Unito                        | Operai                            | [ 122 ] |
|          | Minnesota Woman                  | 8 300 anni       | Homo sapiens | 1931                | Pelican Rapids, Stati Uniti d'America                | Operai                            | [ 123 ] |
|          | Loschbour 1 Uomo di Loschbour    | 8 000 anni       | Homo sapiens | 1935                | Löschbur, Waldbillig, Lussemburgo                    | Nicolas Schmit                    | [ 124 ] |
|          | Uomo di La Braña                 | 7 000 anni       | Homo sapiens | 2006                | La Braña,Valdelugueros, Spagna                       | Julio Manuel Vidal Encinas        | [ 125 ] |
|          | Uomo di Asselar                  | 6 390 anni       | Homo sapiens | 1927                | Adrar degli Ifoghas, Mali                            | Théodore Monod, Wladimir Besnard  | [ 126 ] |
|          | Mummia del Similaun (Ötzi)       | 5 300 anni       | Homo sapiens | 1991                | Similaun, Italia                                     | Helmut Simon Erika Simon          | [ 127 ] |
|          | Tepexpan 1 Uomo di Tepexpan      | 4 700 anni       | Homo sapiens | 1947                | Lago Texcoco, Messico                                | Helmut de Terra                   | [ 128 ] |